# Bowie (Maryland)
Bowie é uma cidade localizada no estado americano de Maryland, no Condado de Prince George's.

## Geografia
De acordo com o United States Census Bureau, a cidade tem uma área de 47,9 km², onde 47,7 km² estão cobertos por terra e 0,2 km² por água.

### Localidades na vizinhança
O diagrama seguinte representa as localidades num raio de 12 km ao redor de Bowie. 

## Demografia
Segundo o censo nacional de 2010, a sua população é de 54 727 habitantes e sua densidade populacional é de 1 146,51 hab/km². É a quinta cidade mais populosa de Maryland. Possui 20 687 residências, que resulta em uma densidade de 433,39 residências/km².